# 丹頂鶴 (小惑星)
丹頂鶴（たんちょうづる、5064 Tanchozuru）は、太陽系の小惑星帯を形成する小惑星の一つ。
日本の北海道釧路市で、1990年（平成2年）3月16日にアマチュア天文家の松山正則と渡辺和郎によって発見された。釧路湿原に棲息する鳥のタンチョウの別名の一つである「タンチョウヅル（丹頂鶴）」にちなんで命名された。